# Трећи сазив Народне скупштине Републике Србије
Трећи сазив Народне скупштине Србије конституисан је 1. фебруара 1994. године.
Посланици у овај сазив изабрани су на ванредним изборима одржаним 19. децембра 1993. године.

## Расподела мандата
Први сазив чини 250 народних посланика, а изборне листе имају следећи број мандата:
| Изборна листа                                                             | Мандата |
| ------------------------------------------------------------------------- | ------- |
| Социјалистичка партија Србије                                             | 123     |
| ДЕПОС                                                                     | 45      |
| Српска радикална странка                                                  | 39      |
| Демократска странка                                                       | 29      |
| Демократска странка Србије                                                | 7       |
| Демократска заједница војвођанских Мађара                                 | 5       |
| Коалиција партије за демократску активност и Демократске партије Албанаца | 1       |
 - листа националне мањине
За председника Скупштине изабран је Драган Томић а за председника владе Мирко Марјановић.